# Hélé
Singles
1. Summer Body[2]
Sortie : 21 juin 2024
2. Mauvais garçon[3]
Sortie : 20 novembre 2024
3. Gentil garçon[4]
Sortie : 19 février 2025
4. Mélatonine[5]
Sortie : 6 mai 2025

Hélé est le premier album de la chanteuse belge Helena sorti le 14 mars 2025.

## Genèse
Helena annonce la sortie de son premier album en publiant une vidéo sur Instagram où elle fait le bilan en collant des post-its ou des photos sur un mur blanc, comme pour créer ce premier album.

## Liste des titres
Toutes les paroles sont écrites par Helena et Vincha, toute la musique est composée par Helena, Vincha et Jonathan Cagne.
| 1.    | Mon piano et moi                | 2:44 |
| 2.    | Tout a changé (Rien n'a changé) | 2:46 |
| 3.    | Karma                           | 4:12 |
| 4.    | Mauvais garçon                  | 2:41 |
| 5.    | Gentil garçon                   | 3:24 |
| 6.    | Boule au ventre                 | 3:02 |
| 7.    | Pieds sur terre                 | 2:50 |
| 8.    | Tout gâcher                     | 2:42 |
| 9.    | Bonne maman                     | 2:51 |
| 10.   | Je t'aime (Bien)                | 2:35 |
| 11.   | Summer Body                     | 3:00 |
| 12.   | Mélatonine                      | 3:32 |
| 13.   | Adieu mon amour                 | 3:08 |
| 39:27 |                                 |      |

## Clips vidéos
- Summer Body : 12 août 2024[8]
- Mauvais garçon : 22 janvier 2025[9]

## Titres certifiés en France
- Summer Body  Platine[10]
- Mauvais garçon  Diamant[11]

## Accueil commercial
L'album s'écoule à 13 634 exemplaires en trois jours et intègre le top 10 des nouveaux albums les plus écoutés dans le monde sur Spotify. En une semaine, il s'écoule à 18 991 exemplaires.

## Accueil critique
L'album reçoit une note de 4/5 sur le site chartinfrance.net indiquant que l'album « repose autant sur la pureté de la voix de son interprète que sur une production soignée remplie de bonnes idées mélodiques ».

## Classements et certifications

### Classements hebdomadaires
| Classements (2025)           | Classement |
| ---------------------------- | ---------- |
| France (SNEP)                | 1          |
| Belgique (Flandre Ultratop)  | 8          |
| Belgique (Wallonie Ultratop) | 1          |
| Suisse (Schweizer Hitparade) | 6          |

### Certifications
| Région         | Certification | Ventes/Streams |
| -------------- | ------------- | -------------- |
| Belgique (BEA) | Or            | 10 000         |
| France (SNEP)  | Or            | 50 000         |